# Walter Leal Filho
Walter Leal Filho (* 1965 in Salvador (Bahia), Brasilien) ist ein deutsch-brasilianischer Umwelt- und Nachhaltigkeitswissenschaftler. Er ist Professor für Management des Klimawandels an der HAW Hamburg, für Umwelt und Technologie der Manchester Metropolitan University, Leiter des Forschungs- und Transferzentrum für Nachhaltigkeit und Klimaschutzmanagement, Initiator internationaler Nachhaltigkeits-Netzwerke und Koordinator zahlreicher Großforschungsprojekte.

## Studium und Qualifikationen
Walter Leal studierte an der Universidade Federal da Bahia in Salvador, Biologie (B.Sc.,1987) promovierte 1990 an der University of Bradford in Umweltwissenschaften (Ph.D.), 2010 zum DSc (Doctor of Science) an der London Metropolitan University, 2010 zum DEd (Doctor of Education) an der Universität Daugavpils, 2020 zum DTech (Doctor of Technology) an der Manchester Metropolitan University und zum DL (Doctor of Letters) an der Universität Lettlands (Riga). Walter Leal spricht fließend Englisch, Deutsch, Portugiesisch, Spanisch und Französisch.

## Forschung und Werk
Seine Hauptforschungsinteressen sind nachhaltige Entwicklung, insbesondere von Universitäten und Hochschulen und Klimawandel, mit Schwerpunkt Gesundheit, sowie die Verbindung von Theorie und Praxis der Nachhaltigkeit. Seine Interessen und Publikationen decken eine breite thematische Vielfalt ab.
Einer seiner weltweit einflussreichen Forschungsschwerpunkte ist die Forschung, Lehre und Praxis für Nachhaltigkeit (Bildung für nachhaltige Entwicklung) von Hochschulen, insbesondere die Transformation von Universitäten zur Nachhaltigkeit (Hochschulforschung). Er ist seit der Rio-Konferenz 1992 ein internationaler Pionier für Bildung für nachhaltige Entwicklung (BNE), insbesondere für die Umsetzung der Copernicus University Charter for Sustainable Development (1994) Hierzu veröffentlichte er bereits 1996 die erste internationale Monographie und Arbeitshilfe zur Implementierung von Nachhaltigkeit an Universitäten. Dieser sind noch zahlreiche Publikationen gefolgt u. a. ist er Gründungsherausgeber des International Journal of Sustainability in Higher Education (IJSHE), das im Jahr 2000 ins Leben gerufen wurde. Das IJSHE ist die einzige Zeitschrift, die sich ganz auf Nachhaltigkeit im Hochschulkontext konzentriert.
Walter Leal ist Autor und Mitherausgeber zahlreicher Veröffentlichungen über Umwelt, nachhaltiger Entwicklung und Klimawandel. Er hat mehr als 1000 Publikationen veröffentlicht, darunter 196 Bücher. Er ist u. a. Chefredakteur der Encyclopedia of the UN Sustainable Development Goals, die derzeit mit 17 Bänden und 2300 Autoren vorbereitet wird und als größtes redaktionelle Projekt zu Fragen der nachhaltigen Entwicklung gilt.

## Netzwerke und Wirken
Walter Leal ist Gründer der European School of Sustainability Science and Research, dem Inter-University Sustainable Development Research Programme (IUSDRP), dem European-North American Sustainability Research Consortium und der German and Brazilian Science and Technology Network (GERBRAS-SCIENCENET).
Er war Review Editor (AR5) und Lead Author und Contributing Author (AR6) des Intergovernmental Panel on Climate Change und ist Gründer und Vorsitzender des 2008 gegründeten International Climate Change Research and Information Programme (ICCIRP).

## Auszeichnungen (Auswahl)
- Neun Ehrendoktorwürden, u. a. Ehrendoktor der Universidade do Sul de Santa Catarina, Brasilien 2024[13]
- „Editor of the Year Award“, by MCB University Press (2000)
- „Eco-Citizen Award“ (2001) in Rio de Janeiro
- Aurelio Giuseppe Prize awarded by the Italian Council of Ministers (2001)[14]

## Publikationen (Auswahl)
- Leal Filho, Walter, ed.: Forschung für Nachhaltigkeit an deutschen Hochschulen. Springer Spektrum, 2016
- Leal Filho, Walter, ed.: Handbook of sustainability science and research. Springer International Publishing, 2018
- Leal Filho, Walter et al., eds.: Handbook of theory and practice of sustainable development in higher education. Vol. 1. Berlin, Germany: Springer, 2017
- Leal Filho, Walter: Nachhaltigkeit in der Lehre. Springer Berlin Heidelberg, 2018
- Leal Filho, Walter: Sustainability at universities: opportunities, challenges and trends. (2009)